# Armando Gonçalves
Armando Gonçalves (Faro, ? - Faro, 20 de Maio de 1981) foi um diplomata, comerciante, vereador e funcionário público português.

## Biografia
Nasceu em Faro.
Teve uma carreira destacada como parte do corpo consular espanhol em Portugal, tendo sido vice-cônsul do Consulado de Espanha em Faro, onde trabalhou durante mais de sessenta anos. Em 1930, foi autorizado pelo Ministro do Interior a exercer como chanceler de Espanha em Faro. Naquela cidade, também exerceu como comerciante, e foi vereador municipal e provedor da Santa Casa da Misericórdia.
Foi condecorado com o grau de oficial da Ordem de Mérito de Espanha, tendo a título póstumo ascendido ao grau de grã-cruz. Também era cavaleiro da Ordem espanhola de Isabel a Católica.
Faleceu na cidade de Faro, em 20 de Maio de 1981, aos 82 anos de idade, tendo o corpo sido depositado no Cemitério da Esperança. Estava casado com Delmira da Luz Gonçalves, e foi pai de Maria Armanda da Luz Gonçalves da Costa Soares.